# Bagthorpe
Bagthorpe är en ort i civil parish Bagthorpe with Barmer, i distriktet King's Lynn and West Norfolk i grevskapet Norfolk i England. Orten är belägen 21 km från King's Lynn. Bagthorpe var en civil parish fram till 1935 när blev den en del av Bagthorpe with Barmer. Civil parish hade 68 invånare år 1931. Byn nämndes i Domedagsboken (Domesday Book) år 1086, och kallades då Bachestorp.